# Typschiffe der HADAG Seetouristik und Fährdienst AG

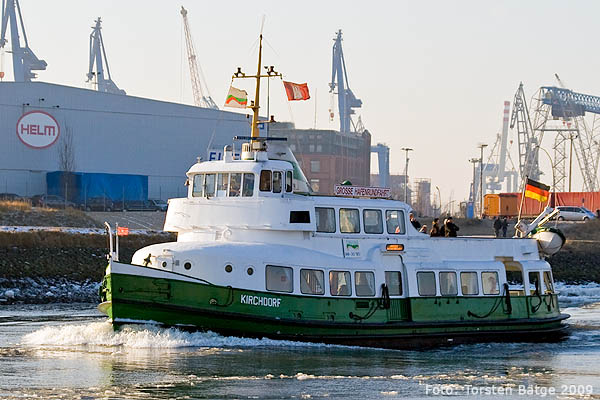
Typschiffe wie die Kirchdorf prägten über Jahrzehnte das Bild des Hamburger Hafens …

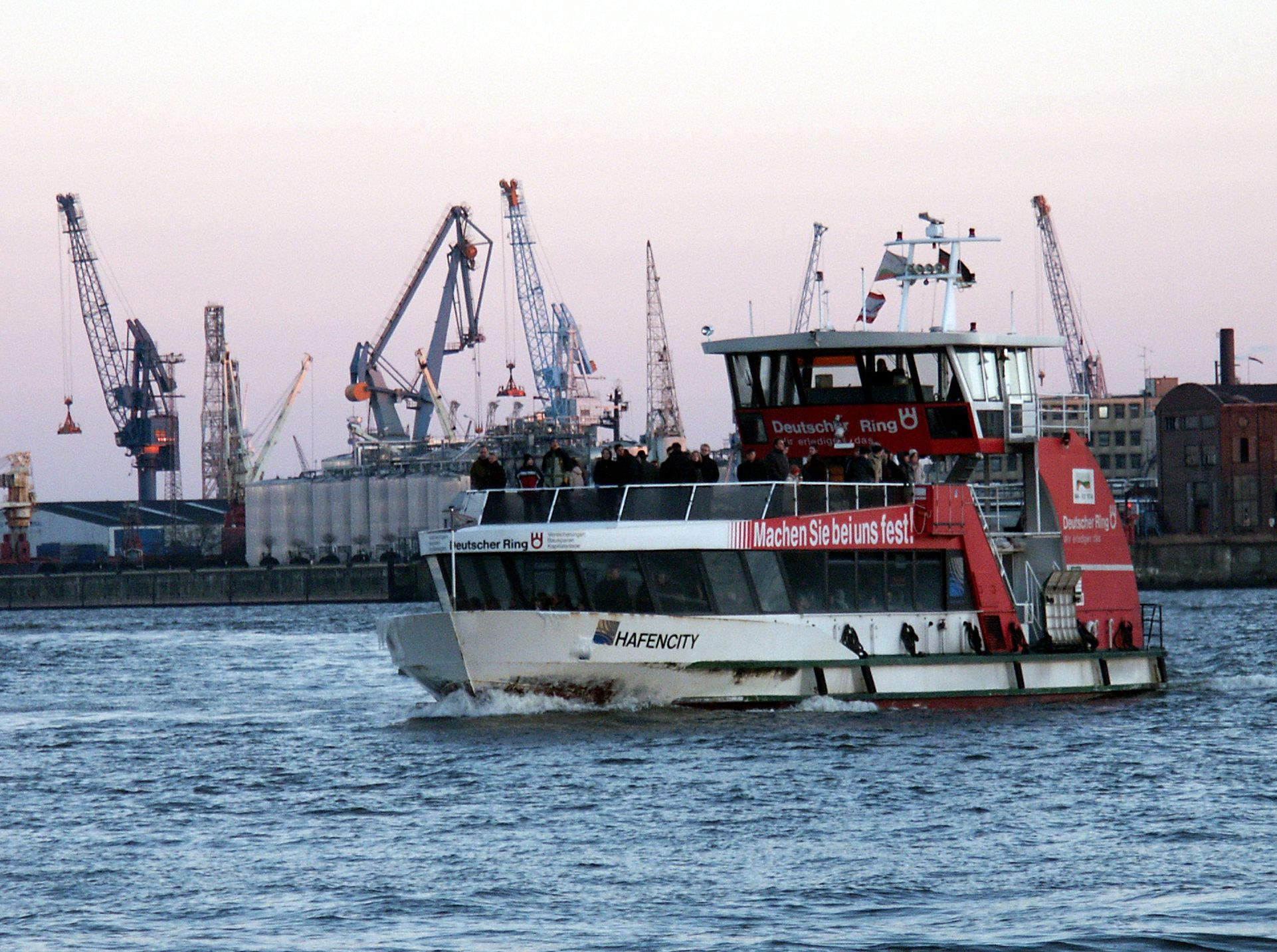
… bis diese von den Schiffen des Typs 2000 abgelöst wurden.

Die Typschiffe der HADAG Seetouristik und Fährdienst AG sind Personenfähren, die im Rahmen eines Neubauprogramms der HADAG ab 1952 gebaut wurden. Die Typschiffe gehören Schiffstypen an, die für bestimmte Aufgaben des Hafenverkehrs im Hamburger Hafen, z. T. auch auf der Unterelbe entwickelt wurden. An dem Bauprogramm waren viele in Deutschland ansässige Werften beteiligt. Die großen Typschiffe haben das Bild des Hamburger Hafens über Jahrzehnte geprägt. Das letzte gebaute Typschiff III Kirchdorf wird von der HADAG als Traditionsschiff betrieben; es ist inzwischen seit über 50 Jahren in Dienst und hat dabei im Hamburger Hafen und auf der Unterelbe eine Entfernung zurückgelegt, die rund 50 Erdumrundungen entspricht.

## Schiffstypen
Die HADAG entwickelte verschiedene Schiffstypen. Für die Zubringerdienste zu den an Dalben liegenden Seeschiffen ohne Landgang, die sogenannten Jollenführerdienste, wurden kleine Barkassen, Jollen genannt, benötigt. Für den Einsatz auf Hafenfährlinien mit geringem Fahrgastaufkommen waren kleine Fährschiffe für 100 bis 200 Personen erforderlich. Die Schiffe mussten für die brückengängige Fahrt flach gebaut sein. Der Hafen- und Niederelbeverkehr benötigte Schiffe mit Beförderungsmöglichkeiten für über 400 bis zu 600 Fahrgäste. Nicht realisiert wurden zwei weitere Schiffstypen mit Kapazitäten für 1200 bis 1600 Personen, die in Verkehrsspitzen und für Ausflugs- und Sonderfahrten eingesetzt werden sollten.

### Fährschiff Typ 00
Das Fährschiff Typ 00 war eine kleine Motorbarkasse für bis zu 60 Fahrgäste. Sie war flach gebaut, um die Brücken im Hafen unterfahren zu können. Die drei gebauten Schiffe waren hauptsächlich für Bedarfsfahrten zu den an Dalben liegenden Seeschiffen ohne Landgang gedacht (Jollenführer). Sie wurden aber auch auf den Hafenfährlinien eingesetzt, wenn nach Feierabend die Fahrgastzahlen zurückgingen.

### Fährschiff Typ 0
Das Fährschiff Typ 0 war eine Barkasse mit dieselelektrischem Antrieb. Sie war für die brückengängige Fahrt flach gebaut und konnte bis zu 130 Personen befördern. Das Einsatzgebiet der drei Schiffe umfasste neben Zubringerdiensten zu den an Dalben liegenden Seeschiffen Hafenfährdienste mit geringem Fahrgastaufkommen.

### Fährschiff Typ I
Das Fährschiff Typ I wurde für den Einsatz auf der Reiherstieg-Linie, der späteren HVV-Linie 63, vom Baumwall durch den Hafen bis in den Kattwykhafen gebaut. Die sechs dieselelektrisch angetriebenen Schiffe waren brückengängig und konnten bis zu 200 Fahrgäste befördern.

### Fährschiff Typ II
Das Fährschiff Typ II hatte einen dieselelektrischen Antrieb und konnte bis zu 470 Personen aufnehmen. Es war eine kleinere Ausführung des Typs III, mit dem es den Hafenverkehr lange prägte. Von dem Schiffstyp wurden insgesamt zwölf Fahrzeuge gebaut. Acht entsprachen dem zwischen 1953 und 1955 gebauten Typ II, der hauptsächlich im planmäßigen Hafenverkehr eingesetzt wurde. Je zwei Schiffe wurden von den Typen II R und II U gebaut.
Der Typ II R (R = Rundfahrt) entstand im Jahre 1955. Er hatte ein bis zum Heck verlängertes freies Oberdeck, das bei Hafenrundfahrten mehr Plätze mit guter Aussicht bot.
Der Typ II U wurde 1957 für Fahrten auf der Unterelbe gebaut. Er hatte das lange Oberdeck des Typs II R, außerdem befanden sich die Toiletten auf dem Hauptdeck vorn anstatt hinten, dadurch bot sich auch im Heck auf dem Hauptdeck eine freie Sicht nach hinten und zur Seite.

### Fährschiff Typ III

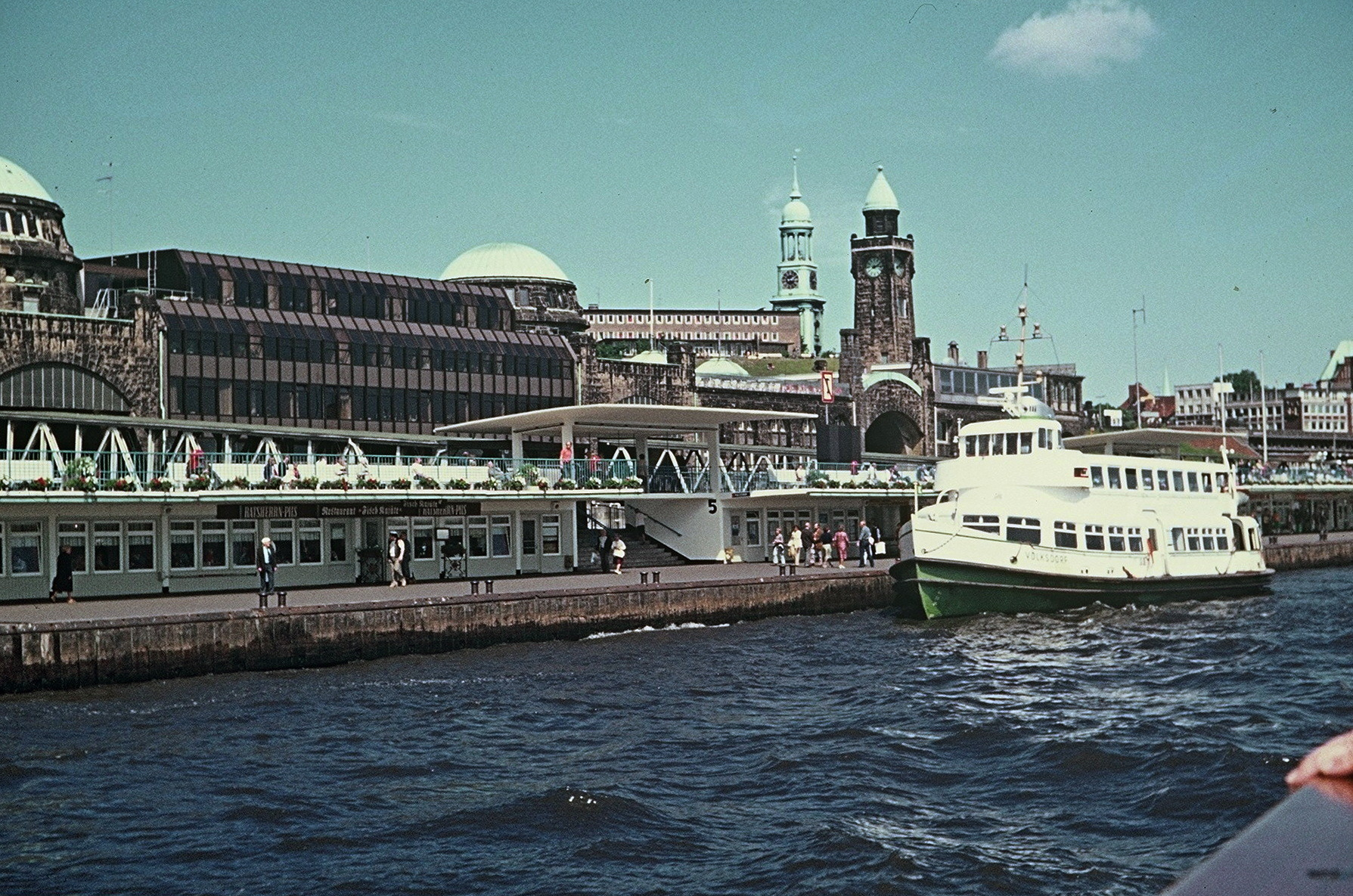
Typschiff „Volksdorf“ an den St. Pauli Landungsbrücken 1973

Das Fährschiff Typ III prägte mit seinem Aussehen das Bild des typischen Hamburger Hafenschiffes. Der Typ III war mit einer Kapazität von 600 Fahrgästen der größte gebaute Schiffstyp. Von ihm gab es nur einen Prototyp, das im Jahre 1952 gebaute Typschiff Finkenwerder. Das Schiff war topplastig, weil der Decksaufbau zu schwer und der Rumpf zu schmal war.
Der überarbeitete Typ IIIb, von dem zwischen 1953 und 1958 sieben Schiffe entstanden, war deshalb breiter und hatte Aufbauten aus dünnerem Blech. Die Verbesserungen am Typ II flossen auch in den Typ III ein. Von 1959 bis 1962 wurden acht Schiffe des Typs IIIc gebaut. Die Schiffe hatten ein am Heck offenes Hauptdeck und auf dem Oberdeck ein abnehmbares Dach aus Aluminium. Die letzten vier gebauten Schiffe hatten einen Dieselantrieb, der über ein Getriebe direkt auf den Propeller wirkte. Die davor gebauten elf Schiffe wurden dieselelektrisch angetrieben.

### Jan Molsen
Ursprünglich gab es vier Schwesterschiffe des Typs Jan Molsen, von dem nur noch die Jan Molsen bei der Hadag im Einsatz ist. Es ist schnell und war für die Strecke Landungsbrücken – Finkenwerder gedacht.

### Typ I, II und III

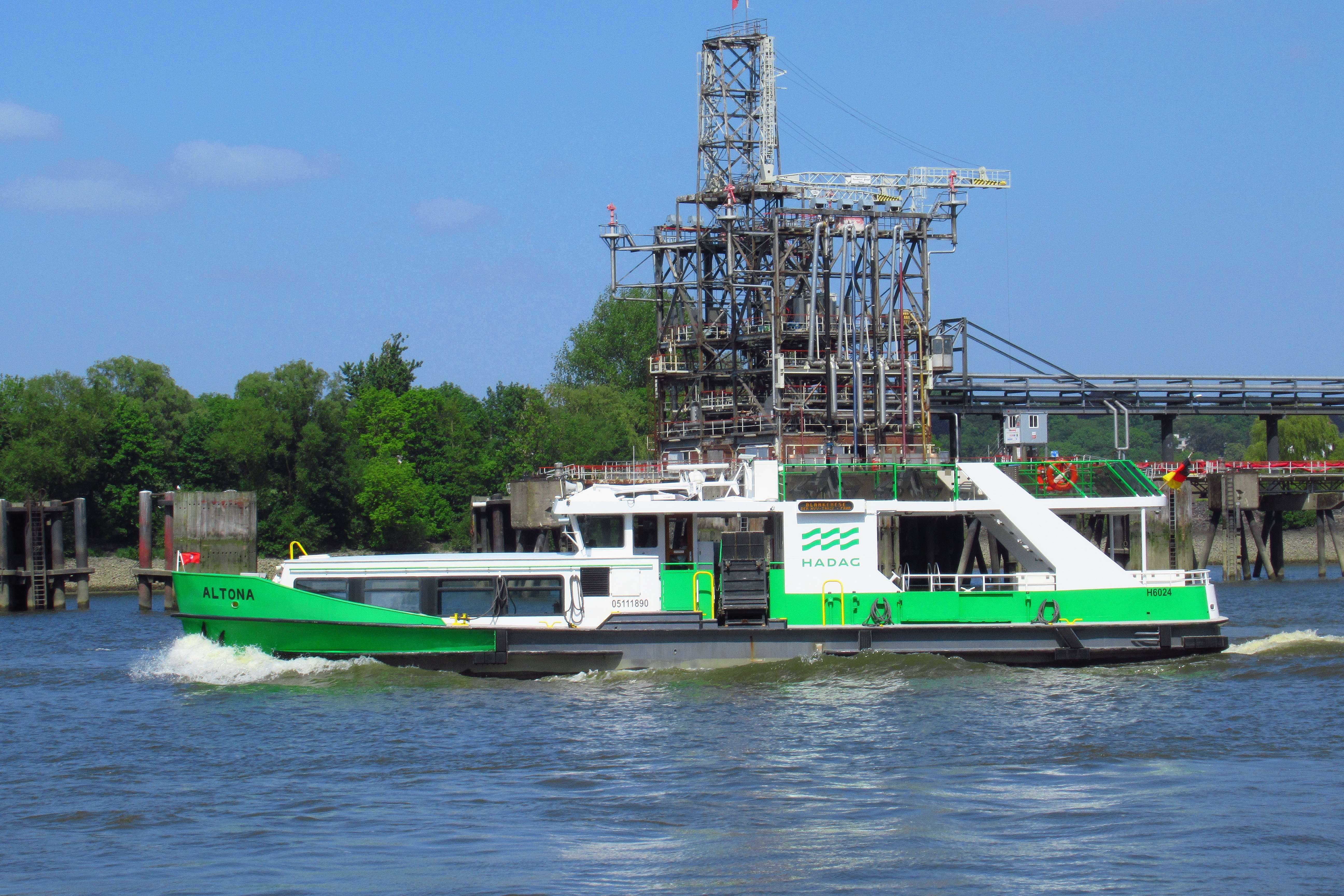
Die Altona

Die Schiffstypen Typ I, Typ II und Typ III, die Ende der 1980er bis Anfang der 1990er Jahre eingeführt wurden, bestehen aus insgesamt sechs kleineren Schiffen. Bisweilen werden diese auch mit arabischer Zählung Typ 1–3 benannt. Diese Schiffe waren erstmals für den Ein-Personen-Betrieb konzipiert. Damals war ein Tiefpunkt in der Anzahl der beförderten Fahrgäste. Heute werden diese hauptsächlich im Bereich unterhalb Finkenwerders eingesetzt, wo es ein geringeres Fahrgastaufkommen gibt.

### Typ 20xx
Diese Reihe von insgesamt 18 Typschiffen, bestehend aus dem Typ 2000 (13× gebaut), Typ 2020 (2× gebaut) sowie Typ 2030 (3× gebaut), wurde ab der Jahrtausendwende entwickelt, als die Fahrgastzahlen wieder anstiegen, und wird seitdem für den stetig zunehmenden Hafenverkehr mit zunehmend mehr Passagierplätzen weiterentwickelt und gebaut. In der letzten Entwicklungsstufe verfügt sie über einen Plug-in-Hybridantrieb.

### Wassertaxi
Als Wassertaxi bezeichnet die HADAG zwei 2002 in Dienst genommene besonders flache Fahrgastschiffe, die brückengängig sind.

### Reiherstieg
Die Reiherstieg (Schiff, 2014) ist ein brückengängiges Flachschiff, welches als Einzelschiff 2014 in Dienst genommen wurde.

## Belege
Die Informationen dieses Artikels stammen aus
- Arnold Kludas: Hundert Jahre HADAG-Schiffe 1888–1988. Koehlers Verlagsgesellschaft, Herford 1988, ISBN 3-7822-0446-8.
- Die grüne Flotte. Die Geschichte eines Verkehrsmittels
- Ralf Witthohn: HADAG: Auf Jungfernstieg und Reeperbahn über die Elbe. In: Deutsche Seeschifffahrt, Heft 10/2009, S. 60/61, Hamburg 2009
- Elbdampfer-Hamburg.de; abgerufen am 19. Januar 2009

Darüber hinaus werden folgende Einzelnachweise zitiert:
1. ↑  Jan Mordhorst: Hadag-Schiff seit 50 Jahren im Fährdienst. In: Täglicher Hafenbericht, 3. August 2012, S. 4
2. ↑  Unsere Flotte, hadag.de